# Helmstedter Straße 54 (Magdeburg)

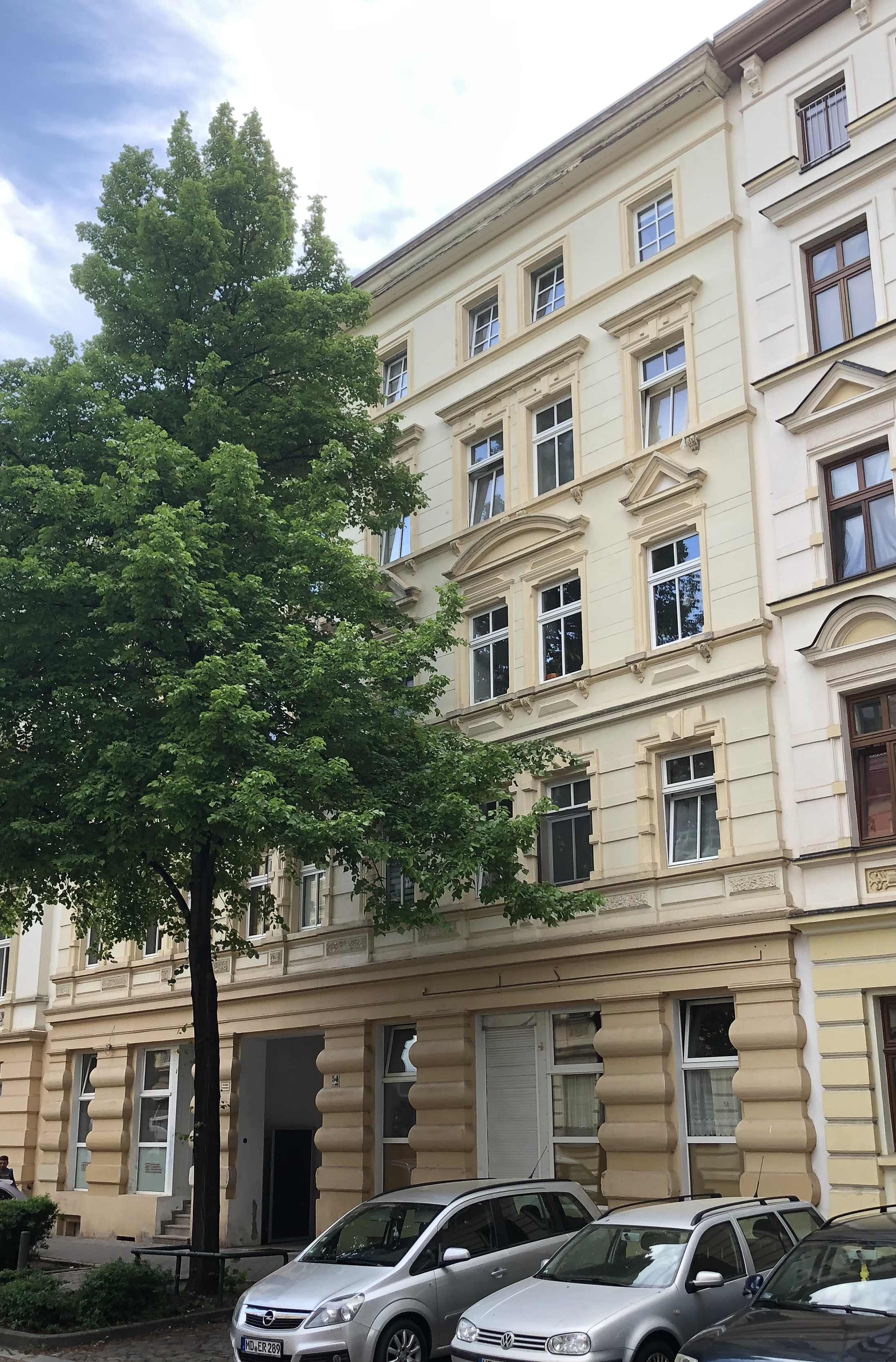
Haus Helmstedter Straße 54 im Jahr 2022

Helmstedter Straße 54 ist ein denkmalgeschütztes Wohnhaus im Magdeburger Stadtteil Sudenburg in Sachsen-Anhalt.

## Lage
Das Gebäude befindet sich auf der Westseite der Helmstedter Straße. Es gehört auch zum Denkmalbereich Helmstedter Straße 5–13, 53–55, 57–61. Nördlich grenzt das gleichfalls denkmalgeschützte Haus Helmstedter Straße 53, südlich das Gebäude Helmstedter Straße 55 an.

## Architektur und Geschichte
Das viereinhalbgeschossige Gebäude entstand in der Zeit um 1880/1890. Die verputzte neunachsige Fassade ist repräsentativ im Stil der Neorenaissance gestaltet. Die Erdgeschossfassade weist eine Rustizierung in Formen italienischer Palazzi der Renaissance auf. Die Fassade der oberen Geschosse ist durch Putzbänder und profilierte Gesimse horizontal gegliedert. Am zweiten Obergeschoss bestehen Fensterverdachungen in Form von Dreiecksgiebeln und Segmentbögen. 
Im örtlichen Denkmalverzeichnis ist das Wohnhaus unter der Erfassungsnummer 094 82054 als Baudenkmal verzeichnet.
Das Gebäude gilt als Bestandteil der gründerzeitlichen Straßenbebauung als städtebaulich und stadtgeschichtlich bedeutend.